# Greenville (Nou Hampshire)
Greenville és una població dels Estats Units a l'estat de Nou Hampshire. Segons el cens del 2000 tenia 2.224 habitants.

## Demografia
Segons el cens del 2000, Greenville tenia 2.224 habitants, 879 habitatges, i 556 famílies. La densitat de població era de 125 habitants per km².
Dels 879 habitatges en un 32,9% hi vivien nens de menys de 18 anys, en un 49,1% hi vivien parelles casades, en un 0% dones solteres, i en un 36,7% no eren unitats familiars. En el 29,4% dels habitatges hi vivien persones soles el 10,7% de les quals corresponia a persones de 65 anys o més que vivien soles. El nombre mitjà de persones vivint en cada habitatge era de 2,53 i el nombre mitjà de persones que vivien en cada família era de 3,16.
Per edats la població es repartia de la següent manera: un 27,4% tenia menys de 18 anys, un 6,7% entre 18 i 24, un 32,1% entre 25 i 44, un 22,8% de 45 a 60 i un 11,1% 65 anys o més.
L'edat mediana era de 36 anys. Per cada 100 dones de 18 o més anys hi havia 104,6 homes.
La renda mediana per habitatge era de 39.545$ i la renda mediana per família de 48.750$. Els homes tenien una renda mediana de 34.792$ mentre que les dones 26.295$. La renda per capita de la població era de 17.901$. Entorn del 2,9% de les famílies i el 7,4% de la població estaven per davall del llindar de pobresa.

## Poblacions més properes
El següent diagrama mostra les poblacions més properes.